# Dubajská čokoláda

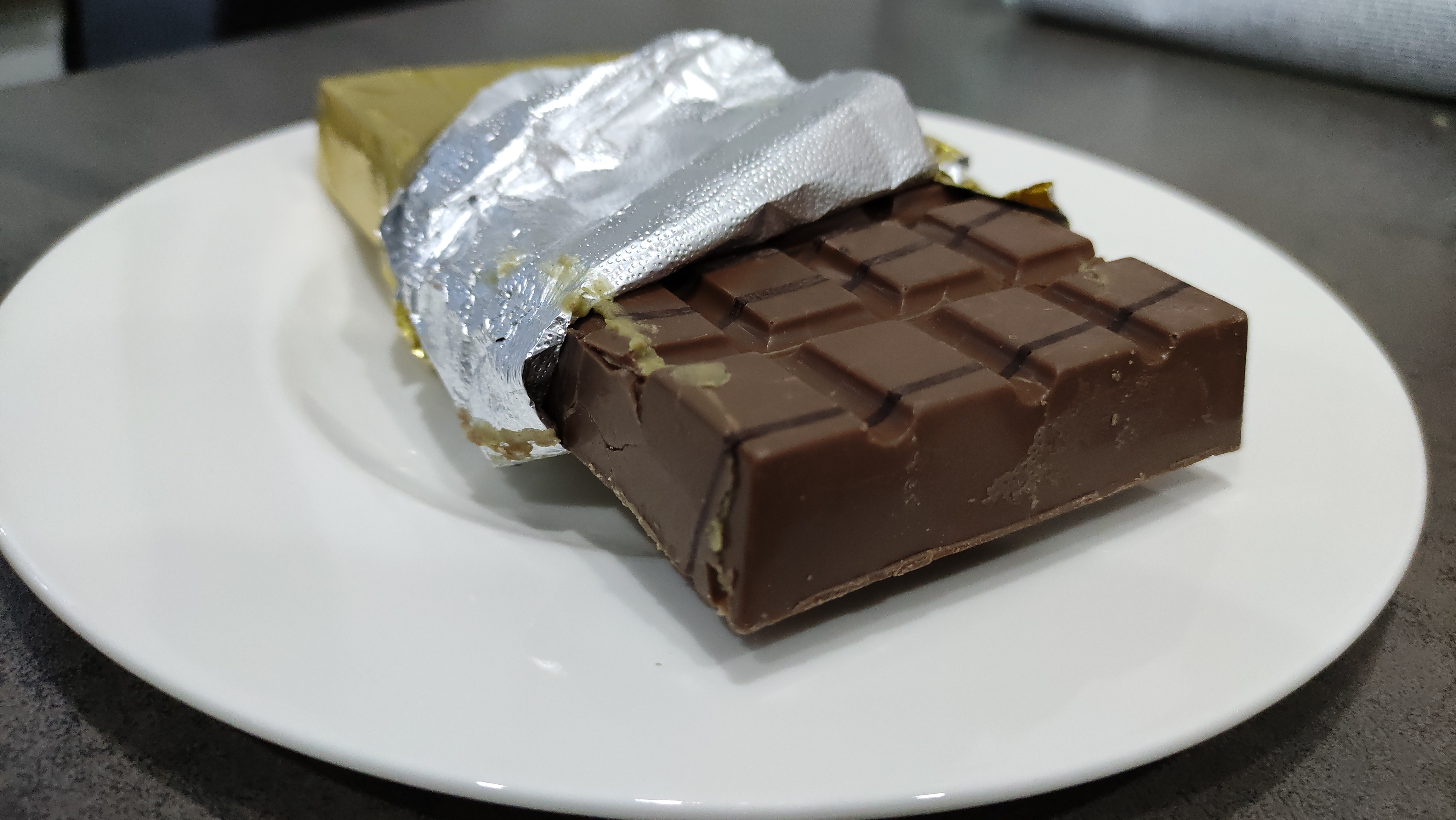
Tabulka dubajské čokolády

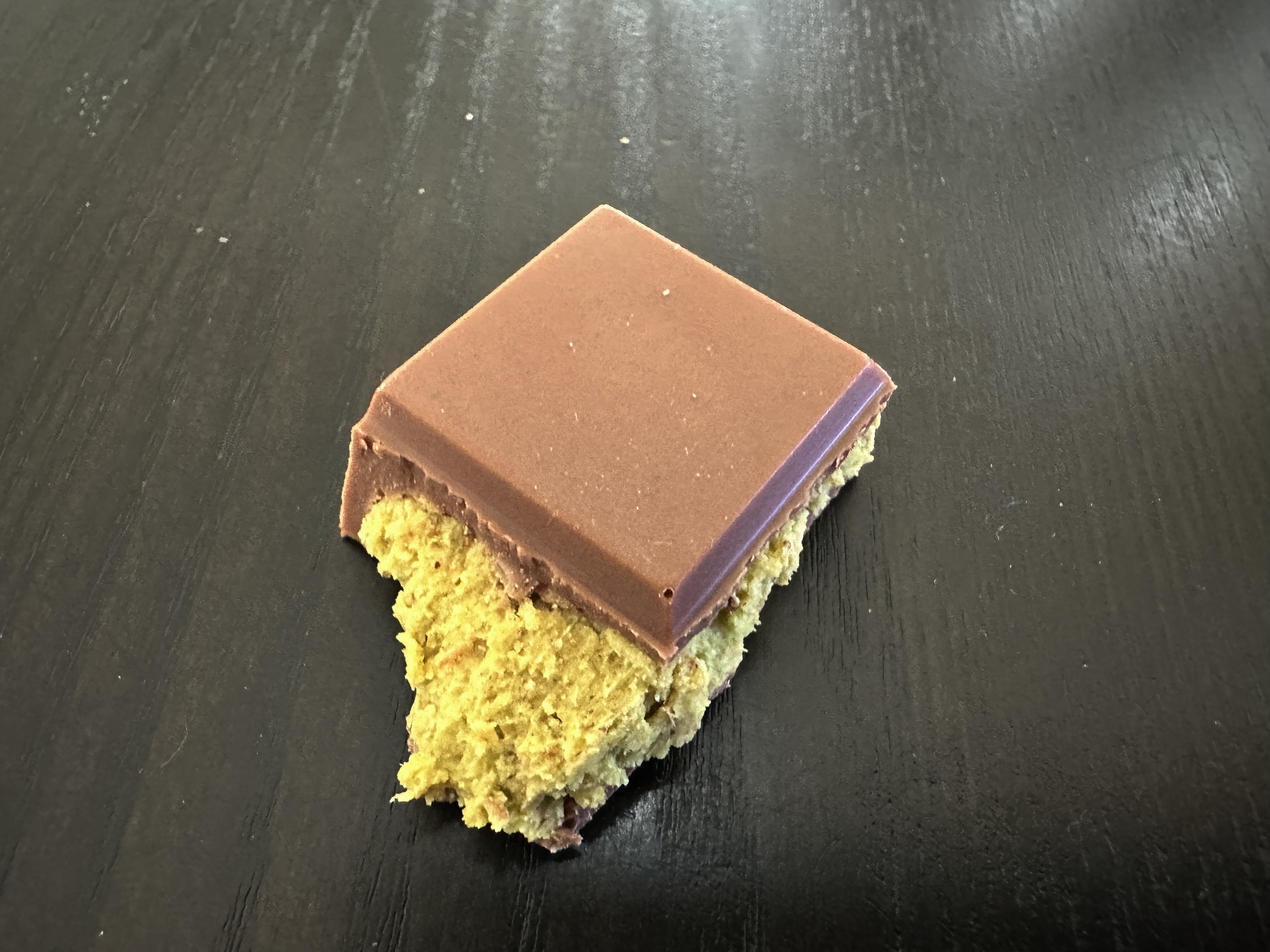
Čtvereček dubajské čokolády

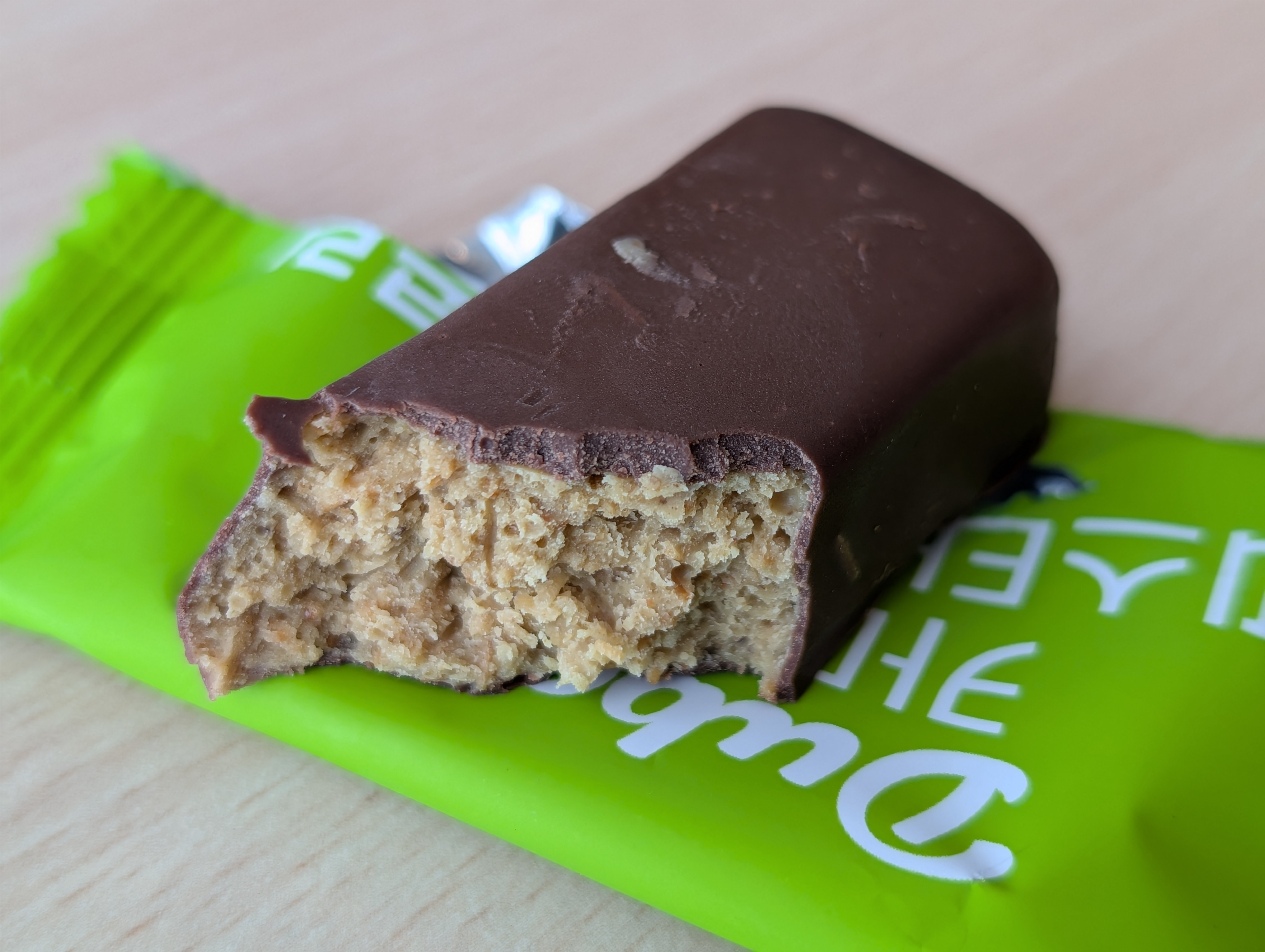
Jihokorejská čokoládová tyčinka inspirovaná dubajskou čokoládou

Dubajská čokoláda je tabulka čokolády bohatě naplněná pistáciovou pastou, tahinou (sezamovou pastou) a kanafehem (arabským dezertem skládajícím se z tenkých nudlí kadaif, cukrového sirupu a jemného sýra). Tento druh čokolády poprvé začala vyrábět firma Fix Dessert Chocolatier sídlící v Dubaji v roce 2021 pod názvem Can't Get Knafeh of It. V roce 2024 se pak dubajská čokoláda stala trendem na sociálních sítích (především na TikToku) a stala se celosvětově populární, přičemž ji začalo vyrábět i mnoho dalších výrobců čokolád. Dubajská čokoláda bývá považována za luxusní zboží a bývá prodávaná za výrazně vyšší cenu než ostatní druhy čokolády.

## Historie

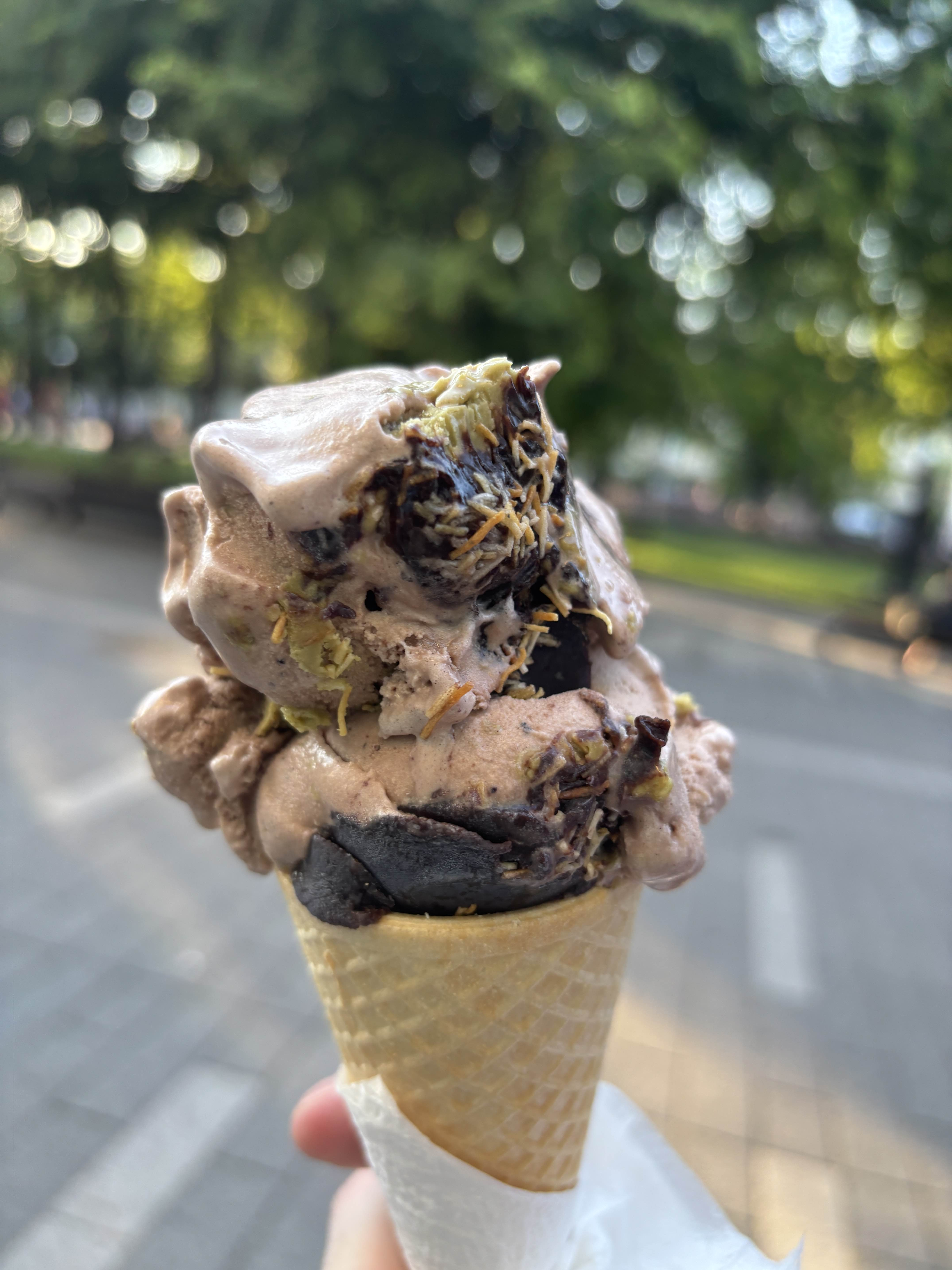
Zmrzlina s příchutí dubajské čokolády

Firma Fix Dessert Chocolatier byla založena v Dubaji v roce 2021 britsko-egyptskou podnikatelkou Sarah Hamoudou a ve stejné roce začala vyrábět několik druhů čokolád s neobvyklými náplněmi, mj. i čokoládu Can't Get Knafeh of It s pistáciemi, tahinou a kanafehem (typickým emirátským dezertem). V roce 2024 byly tyto čokolády zpropagovány influencerkou Marií Veherou na sociální síti TikTok, přičemž video propagující čokoládu s pistáciemi získalo přes 100 milionů zhlédnutí a stalo se virálním. Zájem o čokoládu Can't Get Knafeh of It, pro kterou se vžilo označení dubajská čokoláda, prudce vzrostl, přičemž docházelo i k hromadným nákupům čokolády přímo od výrobce a následným přeprodejům za výrazně vyšší ceny.
Po růstu popularity dubajské čokolády začali stejný druh čokolády vyrábět i další výrobci, například švýcarský Lindt & Sprüngli nebo český Mixit.cz.
Velký zájem o dubajskou čokoládu v roce 2025 zapříčinil značné (až o 60 %) zvýšení ceny pistácií na světových trzích. V některých britských supermarketech byl dočasně zaveden limit na počet tabulek dubajské čokolády, které si mohl zákazník během dne koupit. Popularita dubajské čokolády vedla některé výrobce k představení produktů s příchutí dubajské čokolády, například zmrzlin, mléčných nápojů nebo trdelníků. Byl představen i sprchový gel s vůní dubajské čokolády.

## Výživové hodnoty
100 gramů dubajské čokolády má následující výživové hodnoty:
- Energie: 2 335 kj (558 kcal)
- Sacharidy: 46 g
  - Z toho cukry: 39 g
- Tuky: 38 g
  - Z toho nasycené mastné kyseliny: 16 g
- Bílkoviny: 7 g
- Vláknina: 2, 8 g

## Právní spory v Německu
V Německu byly v roce 2024 žalovány obchodní řetězce Lidl a Aldi za to, že prodávají čokoládu označovanou jako „dubajská čokoláda“, která ovšem nebyla vyrobena v Dubaji, ale v Turecku. Právní otázkou je, zda je „dubajská čokoláda“ označení původu, nebo zda jde již o zažitý název pro určitý druh čokolády. Německé soudy první instance různé případy rozhodly rozdílně a (v prosinci 2024) stále nedošlo k finálnímu rozsudku v této věci.
V prosinci 2024 byla třiatřicetiletá žena zadržena na hamburském letišti. Důvodem zadržení byl nález letištní celní správy. Celníci u ní našli celkem 460 tabulek dubajské čokolády. Celková hmotnost čokolády přesahovala devadesát kilogramů. Žena rozdělila kontraband do třech kufrů a sdělila celníkům, že čokoládu nakoupila za cenu 4,60 eur za dvou set gramovou tabulku. V Německu se ve stejnou dubajská čokoláda prodávala za 25,76 euro. Němečtí celníci předpokládali, že čokoláda (s ohledem na její množství a celkovou hodnotu přesahující 2100 eur[rozpor]) byla určená ke komerčnímu přeprodeji. Ženě byla čokoláda, která neobsahovala informace o původu ani složení, zabavena. Nebyla zatčena, je nicméně vyšetřovaná[kdy?] kvůli obvinění z daňových úniků. V lednu 2025 se čekalo na reexport zabavené čokolády nebo na její zničení.

## Kvalita čokolády v Evropě
Německý novinář Hans-Wilhelm Saure informoval o rozsáhlém testu kvality dubajských čokolád na území Německa v březnu 2025. Pro testování se zvolily čokolády vyráběné jak v zahraničí, tak v Německu. Vědci z rýnské laboratoře zjistili, že 13 % zahraničních čokolád obsahovalo mykotoxiny. Při dalším otestování vzorku v laboratořích v Düsseldorfu se nález plísní potvrdil i u dvou dubajských čokolád z Německa. Kromě přítomností plísní došlo k použití umělých barviv a neuvádění plného seznamu alergenů včetně sezamu a arašídů. Při kontrole v Sasko-Anhaltsku byly staženy dvě čokolády z prodeje. První byla zředěna jiným tukem než mléčným. Druhý prodejce neoznačil výrobek správně.
Francouzská dietoložka Alexandra Murcierová uvedla, že čokoláda je stejně výživná jako jiné lískooříškové varianty. Upozornila, že kvalita dubajské čokolády se může lišit, protože neexistuje jednotné složení ani postup výroby. Kritizovala vyšší počet surovin, ze kterých výrobci produkují dubajskou čokoládu, neboť to dle ní znamená vyšší příjem průmyslově zpracovaných potravin s přidanými chemickými látkami.
Inspektoři z české Státní zemědělské a potravinářské inspekce (zkráceně SZPI) stáhli z prodeje dvě šarže dubajské čokolády kvůli problémům s jejich označením. Mluvčí Inspekce Pavel Kopřiva potvrdil, že kontroloři z inspekce sledují kvalitu dubajské čokolády v Česku od roku 2024. Laboratorní pracovníci neodhalili pochybení v kvalitě a složení čokolád k březnu 2025.